# Markel Crawford
Markel Crawford (Memphis, 22 ottobre 1994) è un cestista statunitense.